# Great Ormond Street Hospital

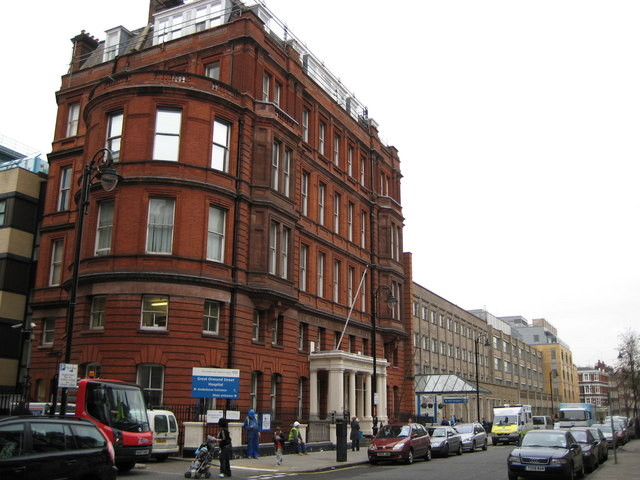
Le Great Ormond Street Hospital.

Le Great Ormond Street Hospital est un établissement hospitalier britannique, fondé en 1852, situé à Londres, dans le quartier de Bloomsbury. Il est principalement connu pour avoir été le récipiendaire des droits d'auteur du livre Peter Pan dès 1929 selon la volonté de l'auteur J. M. Barrie.

## Histoire
L'hôpital pour enfants est fondé à proximité du Foundling Hospital, alors situé au nord de Great Ormond Street, le 14 février 1852 après une longue campagne du Dr Charles West. Il s'agissait du premier hôpital en Angleterre destiné à n'accueillir que des enfants.
Lors de son ouverture, il ne disposait que dix lits. Il est néanmoins devenu un des meilleurs hôpitaux pour enfants grâce au parrainage de la reine Victoria. Charles Dickens, un ami personnel du Dr West, en a été un des premiers donateurs et aussi collecteurs de fonds. La Ligue des infirmières a été formée en février 1937.
L'établissement a été nationalisé en 1948 et est devenu membre du  National Health Service (NHS). Les premières années qui ont suivi la nationalisation ont entraîné une baisse importante des dons privés, bien que l'hôpital ait été autorisé à bénéficier des legs préexistants.
Audrey Callaghan, épouse de James Callaghan, Premier ministre du Royaume-Uni de 1976 à 1979, a exercé la fonction de présidente du conseil des gouverneurs de l'hôpital de 1968 à 1972, puis présidente des fiduciaires spéciaux de 1983 jusqu'à sa retraite définitive en 1990.
Diana Spencer (Lady Di), princesse de Galles en sa qualité d'épouse du prince Charles, a présidé l'hôpital de 1989 jusqu'à sa mort, en 1997. Une plaque à l'entrée de l'hôpital commémore ses services.

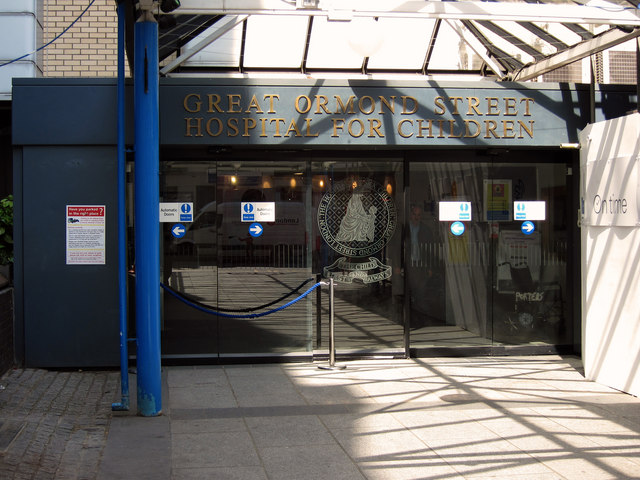
L'entrée principale du Great Ormond Street Hospital.

## Activités

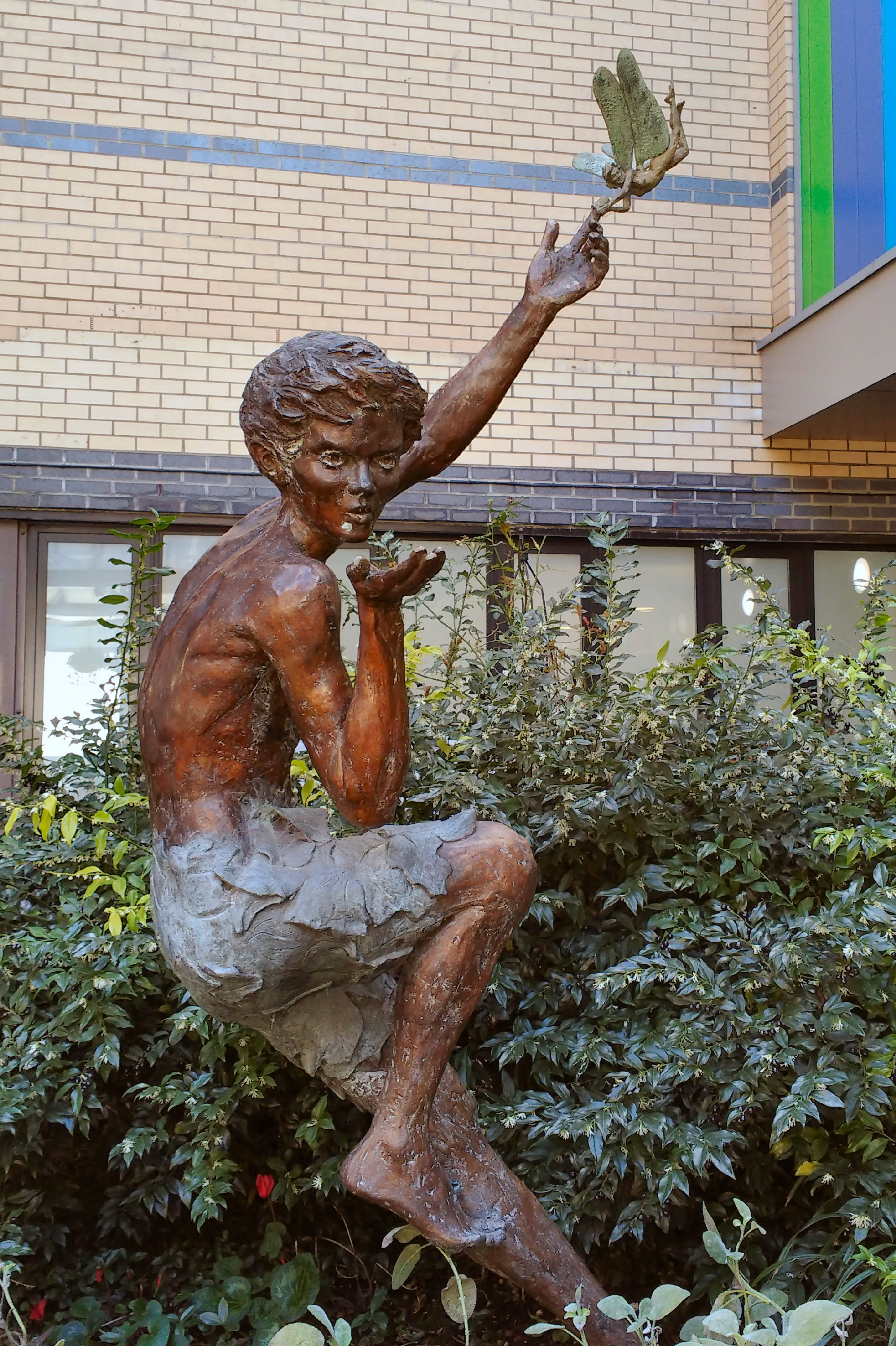
Statue de Peter Pan, à l'entrée du Great Ormond Street Hospital, inaugurée le 29 septembre 2005. Sculpture de.

Great Ormond Street Hospital ou GOSH est un centre hospitalier spécialisé dans le traitement pour enfants uniquement, depuis la naissance jusqu'à l'âge de 18 ans. Il fut le 1er hôpital pédiatrique en Grande-Bretagne.

## Droits sur Peter Pan
Le gouvernement du Royaume-Uni a donné un droit d'auteur perpétuel sur les œuvres consacrées à Peter Pan. La déclaration figure dans la section 301 du Copyright, Designs and Patents Act de 1988. Elle est ainsi présentée sur le site du Great Ormond Street Hospital. En voici la traduction partielle :

### Droits d'auteur
Le don de J M Barrie des droits à Peter Pan a fourni une source importante de revenus à l'hôpital Great Ormond Street depuis leur transfert à l'hôpital en 1929.

### Droits d'auteur sur les dessins et les brevets
Le droit d'auteur a expiré pour la première fois au Royaume-Uni (et dans le reste de l'Europe) en 1987, 50 ans après la mort de Barrie.
Cependant, l'ancien Premier ministre Lord Callaghan a proposé avec succès une modification de la Loi sur les dessins et modèles en matière de droits d'auteur (CDPA) de 1988, accordant à l'hôpital Great Ormond Street le droit unique de toucher les redevances sur les prestations scéniques de Peter Pan (et toute adaptation de la pièce) à partir de publications, livres audio, ebooks, émissions radiophoniques et films de l'histoire de Peter Pan, à perpétuité.

### Droits d'auteur au Royaume-Uni et en Europe
En 1996, la durée du droit d'auteur a été étendue à 70 ans après la mort de l'auteur dans toute l'Union européenne, ce qui signifie que Peter Pan a bénéficié d'un droit d'auteur réactivé jusqu'au 31 décembre 2007, après quoi il est entré dans le domaine public en Europe (sauf en Espagne où le droit d'auteur perdurera jusqu'à fin 2017, en application de la législation en vigueur).
Au Royaume-Uni, la CDPA prévaut donc pour que l'hôpital continue de bénéficier à perpétuité des avantages du don J.M Barrie.

### Droits d'auteur aux États-Unis
Bien que le roman Peter Pan (également connu sous le nom de Peter et Wendy) soit dans le domaine public aux États-Unis, la pièce (et ses adaptations scéniques) sont protégées par des droits d'auteur jusqu'en 2023, pour la raison suivante : le roman a été publié en 1911, mais la pièce elle-même ne l'a été qu'en 1928. En conséquence, la période des droits d'auteur a été prolongée et fixée à 95 ans à compter de 1928 (telle que définie par la Loi américaine d'extension du terme des droits d'auteur (le Copyright Term Extension Act, également connue sous le nom Sonny Bono Copyright Term Extension Act) de 1998, applicable aux œuvres publiées entre 1923 et 1977.